# Тахмина (имя)
Тахмина (перс. تهمینه‎ — «смелая», «храбрая») — женское имя древнеиранского происхождения («имя матери богатыря»), в переводе на русский язык означает «смелая», «храбрая». Распространено в Центральной Азии и Иране.

## В «Шахнаме»
В таджикско-персидском народном эпосе «Шахнаме» Тахмина упоминается как дочь Саманганского царя, подвассального Туранскому царю Афрасиабу и жена Рустама, мать богатыря Сухраба.